# Императорский совет
Импера́торский сове́т — высшее государственное учреждение при императоре Петре III. Был создан указом от 18 (29) мая 1762 года вместо упразднённой Конференции при Высочайшем дворе. Совет имел право издавать за подписью императора указы, а по части дел — принимать решения без его участия (за подписью членов Совета от имени государя). В центре внимания Совета была задуманная императором война с Данией. В ходе дворцового переворота 28 июня 1762 года члены Совета А. Н. Вильбоа, М. Н. Волконский, М. И. Воронцов, А. П. Мельгунов и Н. Ю. Трубецкой поддержали Екатерину II, но взошедшая на престол императрица распустила Императорский совет, вскоре учредив собственный совещательный орган — Совет при Высочайшем дворе.

## Состав Императорского совета
В состав Совета вошли:
- Георг Гольштейн-Готторпский (первый член Императорского совета).
- Пётр Август Фридрих Гольштейн-Бекский.
- Михаил Илларионович Воронцов
- Никита Юрьевич Трубецкой
- Дмитрий Васильевич Волков
- Алексей Петрович Мельгунов
- Бурхард Кристоф Миних
- Александр Никитич Вильбоа
- Михаил Никитич Волконский.

## Проект Н. И. Панина
В первый год царствования Екатерины II в среде влиятельнейших лиц возник проект образования в России «Императорского совета». Прусский посланник Сольмс 6 (17) января 1763 года сообщал дошедший до него слух, что императрица решилась «избрать пять или шесть человек, которые будут, со званиями статс-секретарей, управлять коллегиями; они будут собираться в кабинет императрицы, докладывая ей каждый по своей отрасли и получать от нея приказания». Действительно, 28 декабря 1762 (8 января 1763) года Екатерина II подписала Манифест об учреждении «Императорского совета», но он не был обнародован. Согласно проекту, составленному Н. И. Паниным, число членов Совета должно было находиться в пределах от шести до восьми; при этом Сенат лишался права издавать законы и разделялся на департаменты. 
Проект Панина постоянно действующего Императорского совета из высших чиновников Екатерина II отвергла, объяснив: «Законом установленный Совет со временем поднимется до значения соправителя, слишком приблизит подданного к государю и может породить желание поделить с ним власть». Как указывал в «Истории России» С. М. Соловьёв, 

28 декабря Екатерина подписала манифест, и всё же он не был обнародован, Императорский совет не был учреждён; в важных случаях, как увидим, по-прежнему созывался совет или конференция из лиц по назначению императрицы. Екатерина поступила и тут с тою робостью, нерешительностью, внимательностью ко всем мнениям… Екатерина не послушалась Панина, собрала мнения…

Проект манифеста был обнаружен Николаем I 14 (26) ноября 1826 года в кабинете его скончавшегося брата, Александра I, подписанным, но с надорванной потом подписью. Документы, представленные Паниным по этому вопросу, были опубликованы в 1871 году в VII томе «Сборника Императорского русского исторического общества».
В дальнейшем из числа ближайших доверенных лиц Екатерина II создала совещательный «Совет при Высочайшем дворе».